# 八郎镇
八郎镇，是中华人民共和国吉林省松原市前郭尔罗斯蒙古族自治县下辖的一个乡镇级行政单位。

## 行政区划
八郎镇下辖以下地区：
八郎村、陶克陶胡村、西上台子村、北上台子村、塔虎城村、东风村、黎明村、曙光村、苏玛村、冷家屯村、穆家崴子村、三不管村、羊营子村、莫日格其村、向阳村、富岗子村、青山头村、腰窝堡村、梁店村和铁桥村。